# سوء امتصاص الفولات الوراثي
سوء امتصاص الفولات الوراثي (HFM) هو اضطراب وراثي جسمي متنحي نادر ناتج عن طفرات تؤدي إلى فقدان وظيفة جين ناقل الفولات المقترن بالبروتون (PCFT)، مما يؤدي إلى نقص حمض الفوليك الجهازي وضعف في توصيل حمض الفوليك إلى الدماغ.

## العلامات والأعراض
تبدأ الأعراض عند الرضع المصابين في غضون بضعة أشهر بعد الولادة مع فشل في النمو ونقص حاد في حمض الفوليك يتجلى بشكل فقر دم كبير الكريات وتأخر في النمو. قد يكون هناك (1) قلة كريات شامل، و(2) إسهال و/أو التهاب الغشاء المخاطي و/أو (3) نقص المناعة بسبب خلل في الخلايا التائية ونقص الغلوبولين المناعي في الدم مما يؤدي إلى الالتهاب الرئوي بالمتكيسات الرئوية. وُصف في الآونة الأخيرة العديد من الأطفال المصابين بمتلازمة نقص المناعة. ففي حال عدم علاج المتلازمة أو علاجها بشكل غير كافٍ، ستبدأ علامات جهازية وعصبية بالظهور مع مجموعة من التظاهرات الأخرى بما في ذلك النوبات التي غالبًا ما تكون مستعصية على الحل. تكون الإناث المصابات بسوء امتصاص الفولات الوراثي خصبة، وفي حال كان حمض الفوليك كافيًا أثناء الحمل، ستكون ذريتهن طبيعية. يكون المرضى الذين يملكون أليل PCFT متحور واحد طبيعيين. راجع العلماء السمات الجينومية والسريرية لسوء امتصاص الفولات الوراثي (HFM) مؤخرًا.

## التشخيص
عادة ما يكون مستوى الفولات في السائل الدماغي النخاعي غير قابل للكشف في وقت التشخيص. حتى عند تصحيح مستوى حمض الفوليك في الدم، أو عند رفعه أعلى بكثير من المعدل الطبيعي، سيبقى مستوى الفولات في السائل الدماغي النخاعي منخفضًا، بما يتوافق مع ضعف النقل عبر الضفيرة المشيمية. يتراوح مستوى الفولات الطبيعي في السائل الدماغي النخاعي لدى الأطفال خلال السنوات الثلاث الأولى من العمر من 75 إلى 150 نانومولار. من الصعب جدًا، ونادرًا ما يكون من الممكن رفع مستوى الفولات في السائل الدماغي النخاعي إلى المعدل الطبيعي حتى مع حقن جرعات كبيرة من الفولات.

### التشخيص التفريقي
يجب تمييز سوء امتصاص الفولات الوراثي عن نقص الفولات الدماغي (CFD) (وهي متلازمة يكون فيها امتصاص حمض الفوليك في الأمعاء طبيعيًا، بدون نقص حمض الفوليك الجهازي، ولكن مع انخفاض في مستويات الفولات في السائل الدماغي النخاعي). يترافق ذلك مع مجموعة متنوعة من الاضطرابات. ينتج أحد أشكال نقص الفوليك الدماغي عن طفرات في مستقبلات الفولات ألفا (FRα)، والتي تنقل الفولات عبر عملية الالتقام. على عكس الأشخاص الذين يعانون من سوء امتصاص الفولات الوراثي، فإن المرضى الذين يعانون من نقص الفولات الدماغي تظهر عليهم علامات عصبية بعد سنوات قليلة من الولادة. من غير الواضح سبب التأخير في ظهور الأعراض السريرية الناتج عن فقدان وظيفة FRα، قد تكون مستويات الفولات في الدم الطبيعية وقائية، لكن لفترة محدودة.

## العلاج
نظرًا لأن سوء امتصاص الفولات الوراثي اضطراب نادر، لا توجد دراسات تحدد علاجه الأمثل. يمكن تصحيح النقص الجهازي لحمض الفوليك، ثم المحافظة على مستويات حمض الفوليك في الدم بسهولة بجرعات عالية من حمض الفوليك عن طريق الفم أو جرعات أصغر بكثير من حمض الفوليك بالحقن. سيؤدي ذلك إلى تصحيح علامات فقر الدم ونقص المناعة وعلامات الجهاز الهضمي بسرعة. يكمن التحدي في تحقيق العلاج المناسب للمكون العصبي لسوء امتصاص الفولات الوراثي. من الضروري أن تكون جرعة الفولات عالية بما يكفي لتحقيق مستويات الفولات المطلوبة في السائل الدماغي النخاعي في أقرب وقت ممكن، وبشكل مناسب لعمر الطفل. يتطلب ذلك مراقبة دقيقة لمستوى الفولات في السائل الدماغي النخاعي. الفولات الفسيولوجية هي 5 ميثيل تتراهيدروفولات ولكن التركيبة الفموية المتاحة غير كافية لعلاج هذا الاضطراب ولا يتوفر الشكل الوريدي. الفولات الأمثل في هذا الوقت هي 5-فورميل تتراهيدروفولات والتي تتحول بعد الإعطاء إلى 5-ميثيل تتراهيدروفولات. يتوفر المزيج المكون من 5-فورميل تتراهيدروفولات (لوكوفورين). يمكن أيضًا الحصول على المماكب S النشط الليفوليوكوفورين. الإعطاء بالحقن هو العلاج الأمثل إذا كان ذلك ممكنًا. لا ينبغي أن يستخدم حمض الفوليك في علاج نقص الفولات الدماغي؛ فحمض الفوليك المُعطى ليس هو حمض الفوليك الموجود بشكل طبيعي في الجسم، وفي حال إعطائه سيعيق الالتقام الخلوي بوساطة FRα والذي يلعب دورًا مهمًا في نقل الفولات عبر الضفيرة المشيمية إلى السائل الدماغي الشوكي.